# Kalciumbindande proteiner
Kalciumbindande proteiner är en stor grupp bärarproteiner som binder kalciumjonen Ca2+ till sig och spelar en viktig roll i många cellulära processer. Kalciumbindande proteiner har specifika domäner som binder till kalcium och är kända för att vara heterogena. .
Beroende på vilket kalciumbindande protein som aktiveras, får kalcium olika funktion i kroppen. Kalmodulin, ett intracellulärt kalciumbindande protein, påverkar vid kalciumbindning cykliskt AMP och cykliskt GMP, annexin A5 är antikoagulerande, osteokalcin påverkar benmassan, med mera.
En av funktionerna hos kalciumbindande proteiner är att reglera mängden fritt (obundet) Ca2+ i cellens cytosol. Den cellulära regleringen av kalcium är känd som kalciumhomeostas.  

## Typer
Många olika kalciumbindande proteiner finns, med olika cellulär och vävnadsfördelning och involvering i specifika funktioner. Kalciumbindande proteiner har också en viktig fysiologisk roll för celler. Det mest allmänt förekommande Ca2+-avkännande proteinet, som finns i alla eukaryota organismer inklusive jästsvampar, är calmodulin. Intracellulär lagring och frisättning av Ca2+ från det sarkoplasmatiska retikulumet samverkar med det kalciumbindande proteinet calsequestrin med hög kapacitet och låg affinitet. Calretinin är en annan typ av kalciumbindande protein som väger 29 kD. Det ingår i cellsignalering och har visat sig existera i neuroner. Denna typ av protein finns också i stora mängder i maligna mesotelceller, som lätt kan skiljas från carcinom. Denna differentiering tillämpas senare för en diagnos på ovariestromala tumörer. En annan medlem av EF-handsuperfamiljen är S100B-proteinet, som reglerar p53. P53 är känt som ett tumörsuppressorprotein och fungerar i detta fall som en transkriptionell aktivator eller repressor av många gener. S100B-proteiner finns rikligt i cancertumörceller vilket gör att de överuttrycks, vilket gör dessa proteiner användbara för att klassificera tumörer. Dessutom förklarar detta varför detta protein lätt kan interagera med p53 när transkriptionsreglering äger rum.
Kalciumbindande proteiner kan vara antingen intracellulära och extracellulära. De som är intracellulära kan innehålla eller sakna en strukturell EF-handdomän. Extracellulära kalciumbindande proteiner klassificeras i sex grupper. Eftersom Ca (2+) är en viktig andra budbärare, kan den fungera som en aktivator eller hämmare vid gentranskription. De som tillhör EF-handsuperfamiljen som Calmodulin och Calcineurin har kopplats till transkriptionsreglering. När nivåerna av Ca(2+) ökar i cellen, reglerar dessa medlemmar av EF-handsuperfamiljen transkription indirekt genom att fosforylera/defosforylera transkriptionsfaktorer.

### Sekretoriskt kalciumbindande fosfoprotein
Genfamiljen för sekretoriskt kalciumbindande fosfoprotein (SCPP) består av en gammal grupp gener som växer fram ungefär samtidigt som benfiskar. SCPP-gener är grovt uppdelade i sura och P/Q-rika typer. Den förra deltar mest i ben- och dentinbildning, medan den senare vanligtvis deltar i emalj/emaljbildning. Hos däggdjur finns P/Q-rik SCPP också i saliv och mjölk och omfattar bland annat oortodoxa medlemmar som MUC7 (ett mucin) och kasein. SCPP-gener känns igen av exonstruktur snarare än proteinsekvens.

## Funktioner
Med dess roll i signaltransduktion bidrar kalciumbindande proteiner till alla aspekter av cellens funktion, från homeostas till inlärning och minne. Till exempel har det neuronspecifika calexcitinet visat sig ha en excitatorisk effekt på neuroner och interagerar med proteiner som styr neuronernas tändtillstånd, såsom den spänningsberoende kaliumkanalen.
Uppdelning av kalciumbindande proteiner som kalretinin och kalbindin-28 kDa har noterats i celler, vilket tyder på att dessa proteiner utför distinkta funktioner i lokaliserad kalciumsignalering. Det tyder också på att förutom att fritt diffundera genom cytoplasman för att uppnå en homogen fördelning, kan kalciumbindande proteiner binda till cellulära strukturer genom interaktioner som sannolikt är viktiga för deras funktioner.